# Вильгельм Длинный Меч
Вильгельм (Гульельмо, Гийом) Длинный Меч Монферратский (итал. Guglielmo Lungaspada di Montferrato, окс. Guilhem Longa-Espia; ок. 1135/1145 — июнь 1177) — граф государства крестоносцев Яффы и Аскалона (как приданое от жены), сын монферратского маркграфа Вильгельма V Старого и Юдифи Австрийской, старший брат Конрада Монферратского и Бонифация Монферратского, муж Сибиллы Иерусалимской, отец короля Иерусалима Балдуина V.

## Биография
Имел прямой и твердый характер, однако был вспыльчив и склонен к насилию. Был отважным бойцом, и умелым военачальником, чем и заслужил в бою прозвище Длинный Меч. Он был вторым представителем рода Алерамичи, получивший это прозвище. Первым был Гульельмо II (Вильгельм II) Длинный Меч, соправитель в Монферрате в 960—961.
В ноябре 1176 года Гульельмо женился на сестре Иерусалимского короля Балдуина IV — Сибилле. Так как молодой король оказался больным проказой, то подразумевалось, что после смерти короля трон Иерусалимского королевства займут Сибилла и Вильгельм. Но в июне 1177 года Вильгельм неожиданно умер от малярии в своем графстве Аскалон. Его брак продлился только 7 месяцев, однако Сибилла была беременна. После его смерти Сибилла родила сына — будущего короля Иерусалима, Балдуина V.